# Indosiar
Indosiar (Indosiar Visual Mandiri/IVM) este o rețea de televiziune indoneziană cu sediul în sudul Jakartei, Indonezia.

## Legături externe
- id  Site oficial